# تیپ ۲۱۴ تکاوران دریایی حضرت امیر
تیپ ۲۱۴ تکاوران دریایی حضرت امیر از تیپ‌های تکاور نیروی دریایی سپاه پاسداران انقلاب اسلامی است.